# Dordts
Het Dordts is een Nederlands stadsdialect. Het wordt gesproken door inwoners van Dordrecht. Het hoort bij het Hollands, meer bepaald bij het Zuid-Hollands, maar heeft vanouds trekken van het Zeeuws en het Brabants.
De taal van Zuid-Holland staat erg dicht bij het Standaardnederlands. Het traditionele Dordts is daarvan echter verder verwijderd dan het Rotterdams of het Haags. Een voorbeeld van een typisch Dordts kenmerk is het verkleinwoord: dat eindigt altijd op -ie, ook als het verder naar het noorden gewoon op -je eindigt. Zo zegt men in Dordrecht ook appeltie en borrechie 'bordje' tegenover Rotterdams appeltje en bordje. Dit kenmerk deelt het met dialecten als het Hoeksche Waards.

## Klanken
De ei/ij en de ui kleuren naar èè en öö, wat blijkt uit de traditionele sjibbolet Stève rès mè bruìne suìker. Hierin lijkt het Dordts op het Haags, al is de Dordtse ui wel geslotener. In modern Dordts wordt de ei/ij vaak als ai uitgesproken.
De korte e klinkt vaak erg open, meer als a (De mallek kos zastig sante). Om te voorkomen dat er verwarring ontstaat met de korte a, wordt deze gerond waardoor hij de kant van een o opgaat (krònt 'krant').
De aa wordt vanouds als èè uitgesproken, in elk geval voor een r.
Zoals in veel traditioneel Hollandse dialecten kent het oude Dordts een verschil tussen de zachtlange en scherplange ee en oo: de uitspraak van de oo in een woord als groot herinnert sterk aan het Zeeuws.
T-deletie is zeer algemeen, zowel fonotactisch (d.w.z. na bepaalde medeklinkers) als structureel (in werkwoordsvormen, los van de klank die ervoor komt). Dit heeft het Dordts gemeen met talloze dialecten uit het Rivierengebied. 
Veel typisch Zuid-Hollandse klankprocessen die dieper gaan dan accent-niveau hebben in het (oude) Dordts hun sporen nagelaten. De korte o op plaatsen waar de standaardtaal een e heeft vinden we in Korsemis 'Kerstmis' en worvel 'wervel'. De Ingweoonse ontronding vinden we in brag, wat teruggaat op *breg met de boven genoemde verandering van e naar a. Woordvormen als deze tref je vaker aan in dialecten als het Sliedrechts, Schevenings en Katwijks, terwijl ze uit het Rotterdams en Haags al eeuwen verdwenen zijn.

## Woordenschat
In het Dordts komen veel woorden voor die typisch zijn voor het Hollands, maar ook een aantal zuidelijke woorden die eerder Brabants aandoen, zoals akkerdere ('accorderen', d.w.z. goed met elkaar opschieten). Verder zegt men veelal aan het eind van een zin het stopwoordje hé, wat ook vaak in het Zeeuws te horen is (Hebbie die baby van Priscilla gezien? Wat 'n scheetjie hé!).
In het Dordts gebruikt men soms woorden die in de standaardtaal een heel andere betekenis hebben. Enkele voorbeelden zijn:
| Dordts   | Betekenis   | Voorbeeldzin                              | Standaardtaal                               |
| -------- | ----------- | ----------------------------------------- | ------------------------------------------- |
| arrogant | vervelend   | "'k Vin 'm maar 'n arrogant ventjie!"     | "Ik vind hem een vervelende jongen!"        |
| eng      | misselijk   | "'k Voel me vandaag toch zó eng."         | "Ik ben vandaag zó misselijk."              |
| helpen   | water geven | "'k Hep gistere de plante nog gehollepe." | "Ik heb gisteren de planten water gegeven." |

## Grammatica
Vanouds maakte het Dordts onderscheid tussen mannelijke en vrouwelijke woorden: ´ne stoel, maar ´n tafel; j'ne vaar, maar je moer. Dit onderscheid was echter zelfs begin twintigste eeuw al aan het verdwijnen: men vindt in teksten uit die tijd vaak ´ne voor traditioneel vrouwelijke woorden, zelfs bij vrouwelijke personen.
Zoals boven opgemerkt eindigen Dordtse verkleinwoorden altijd op -ie. Dit heeft tot gevolg:
| Standaardtaal | Dordts     |
| ------------- | ---------- |
| balletje      | ballechie  |
| boekje        | boekie     |
| brilletje     | brillechie |
| bruggetje     | bruggie    |
| dingetje      | dingchie   |
| kind          | kinnechie  |
| kwaaltje      | kwaaltie   |
| pen           | pennechie  |
| plantje       | plantjie   |
| prulletje     | prullechie |

Het werkwoord liggen kent het Dordts niet. Het verschil tussen 'liggen' en 'leggen' wordt echter wel gemaakt: legge tegenover leie. Verder kent het dialect een groot aantal sterke werkwoordsvormen die afwijken van het Algemeen Nederlands. Enkele voorbeelden zijn:
| Standaardtaal | Dordts   |
| ------------- | -------- |
| gebracht      | gebroch  |
| gebreid       | gebreje  |
| gedurfd       | gedors   |
| geëerfd       | geörreve |
| gekund        | gekanne  |
| gemogen       | gemagge  |
| geruild       | gerole   |
| gescheiden    | gescheje |
| gevreten      | gevrote  |
| gezegd        | gezette  |

## Klemtonen
Ook de klemtoon kan verraden dat iemand wel of niet (oorspronkelijk) uit Dordrecht komt. Enkele voorbeelden zijn:
| Standaardtaal | Dordts     |
| ------------- | ---------- |
| Grótekerk     | Grotekérk  |
| Krómmedijk    | Krommedíjk |
| Spúiweg       | Spuiwég    |

## Geschiedenis
Aangezien Dordrecht de oudste stad van Holland is, en al in de dertiende eeuw grote betekenis had, is de geschiedenis van het dialect redelijk gedocumenteerd. Het Dordts heeft een zekere invloed gehad op de vorming van de standaardtaal (als mogelijk doorgeefluik van Brabantse taalkenmerken naar Holland). Grote invloed had het ook op dorpsdialecten uit de omgeving, zoals het Zwijndrechts en het Dubbeldams. Deze dialecten verschillen vaak enkel op accentniveau (bijvoorbeeld doordat ze de Dordtse ij en ui en/of de Dordtse e niet kennen).
In de twintigste eeuw is het Dordts onder invloed van zowel het Standaardnederlands als de veel minder afwijkende dialecten van Rotterdam sterk naar het Standaardnederlands toegegroeid. De boven beschreven buigingsvormen zijn inmiddels zo goed als verdwenen, en de ei heeft thans meer de neiging naar ai te kleuren. In de arbeiderswijken rond het centrum is doorgaans het meeste en meest afwijkende Dordts te horen.